# Laura Strati
Laura Strati (née le 3 octobre 1990 à Bassano del Grappa) est une athlète italienne, spécialiste du saut en longueur.
Elle a remporté le titre national italien à quatre reprises, dont trois en salle. Le 15 juillet 2017, elle porte son record personnel à 6,72 m à Ávila, ce qui lui permet d'être sélectionnée pour les Championnats du monde 2017 à Londres.